# Заречье (Нюксенский район)
Заречье — деревня в Нюксенском районе Вологодской области.
Входит в состав Нюксенского сельского поселения (с 1 января 2006 года по 8 апреля 2009 года входила в Бобровское сельское поселение), с точки зрения административно-территориального деления — в Бобровский сельсовет.
Деревья Заречье была зарегистрирована 16 ноября 2000 года постановлением губернатора Вологодской области.
По переписи 2002 года население — 27 человек (13 мужчин, 14 женщин). Преобладающая национальность — русские (89 %).